# Acanthocephalus pesteri
Acanthocephalus pesteri är en hakmaskart som beskrevs av Tadros 1966. Acanthocephalus pesteri ingår i släktet Acanthocephalus och familjen Echinorhynchidae. Inga underarter finns listade i Catalogue of Life.